# Du och jag och katten
Du och jag och katten (25 sånger för barn av Keith Almgren och Gunilla Klevhamre) är en sångbok med texter och noter.
Boken utgavs 1992 av Thore Ehrling Musik AB.
Boken är illustrerad av Tord Nygren.
Till "Du och jag och katten" 25 sånger för barn, finns två kassettband (sång + ackompanjemang att lyssna på, samt Ackompanjemang att sjunga till). Musik och text är skrivna av låtskrivaren Keith Almgren och läraren Gunilla Klevhamre med arrangemang av Patrik Lindqvist. Sångerna sjungs av Erika Lundberg, Kerstin Åhlund och Sophie Weinert.
En CD  "Du och jag och katten" utkom på EMI 1995.
1. Du och jag och katten
2. Upptäcktsfärd
3. Kom så ska vi sjunga
4. Trumma lätt på knäna
5. Nu är det äntligen sommar igen
6. Att gå på lina
7. Rock 'n' roll sång
8. Snön den faller vit
9. Det är cirkus i stan
10. Tokvisan
11. Pelle Jöns
12. Min hund
13. Önskar att jag kunde flyga
14. Vem är du?
15. Trollkarlen
16. Min älsklingsfärg
17. Kvidde Ville Vipp
18. Här bor en gammal gubbe
19. Balla Kalle
20. Småkryp
21. Spökhuset
22. Jag önskar mig
23. Veckans alla dagar
24. Året runt
25. Jorden är så stor